# Troféu Naranja de 1986
O Troféu Naranja de 1986 foi a 20a edição do Troféu Naranja, um tradicional torneio de verão disputado na cidade espanhola de Valência. Assim como a edição anterior, o troféu foi disputado apenas por 2 equipes, sendo a 2ª vez que isso aconteceu. Desta vez, a equipe local - o Valencia - convidou a equipe brasileira do Flamengo, à época estrelado por Bebeto, como desafiante. O rubro-negro carioca foi campeão pela 2a vez, vencendo a partida por 3x0.

## Ficha Técnica da Partida
| 26 de Agosto de 1986 | Valencia | 0–3                    | Flamengo                               | Estádio Luis Casanova, Valência |
|                      |          | Detalhes Ficha Técnica | 40' Aldair · 68' Bebeto · 74' Vinicius | Público: ?                      |

| Valencia | Flamengo |

|                    |    |                  |    |    |
|                    |    |                  |    |    |
| G                  | 1  | Sempere          |    | a' |
| LD                 | 2  | Paco Muñoz Pérez |    |    |
| Z                  | 3  | Voro González    |    |    |
| Z                  | 4  | Salvador Revert  |    |    |
| LE                 | 6  | Quique Flores    |    | b' |
| M                  | 5  | Fernando Giner   |    |    |
| M                  | 8  | Carlos Arroyo    |    | c' |
| M                  | 7  | Paco Ferrando    |    |    |
| A                  | 10 | Emilio Fenoll    |    |    |
| A                  | 9  | Pedro Alcañiz    |    |    |
| A                  | 11 | Antonio Montes   |    | d' |
| Substituições:     |    |                  |    |    |
| G                  |    | Serna            | a' |    |
|                    |    | Javier Subirats  | c' |    |
|                    |    | Juanjo           | b' |    |
|                    |    | Sixto Casabona   | d' |    |
| Treinador:         |    |                  |    |    |
| Alfredo Di Stéfano |    |                  |    |    |

|                    |    |                     |     |  |
|                    |    |                     |     |  |
| G                  | 1  | Zé Carlos           |     |  |
| LD                 | 2  | Airton              |     |  |
| Z                  | 3  | Leandro             |     |  |
| Z                  | 4  | Aldair              |     |  |
| LE                 | 6  | Adalberto           | 31' |  |
| M                  | 5  | Andrade             |     |  |
| M                  | 7  | Zinho               |     |  |
| M                  | 8  | Bebeto              |     |  |
| A                  | 9  | Waltinho            |     |  |
| A                  | 10 | Júlio Cesar Barbosa |     |  |
| A                  | 11 | Vinicius            |     |  |
| Substituições:     |    |                     |     |  |
| Treinador:         |    |                     |     |  |
| Sebastião Lazaroni |    |                     |     |  |

## Premiação
| Troféu Naranja de 1986       |
| Brasil                       |
| ---------------------------- |
| Flamengo Campeão (2º título) |